# Col·lector obert

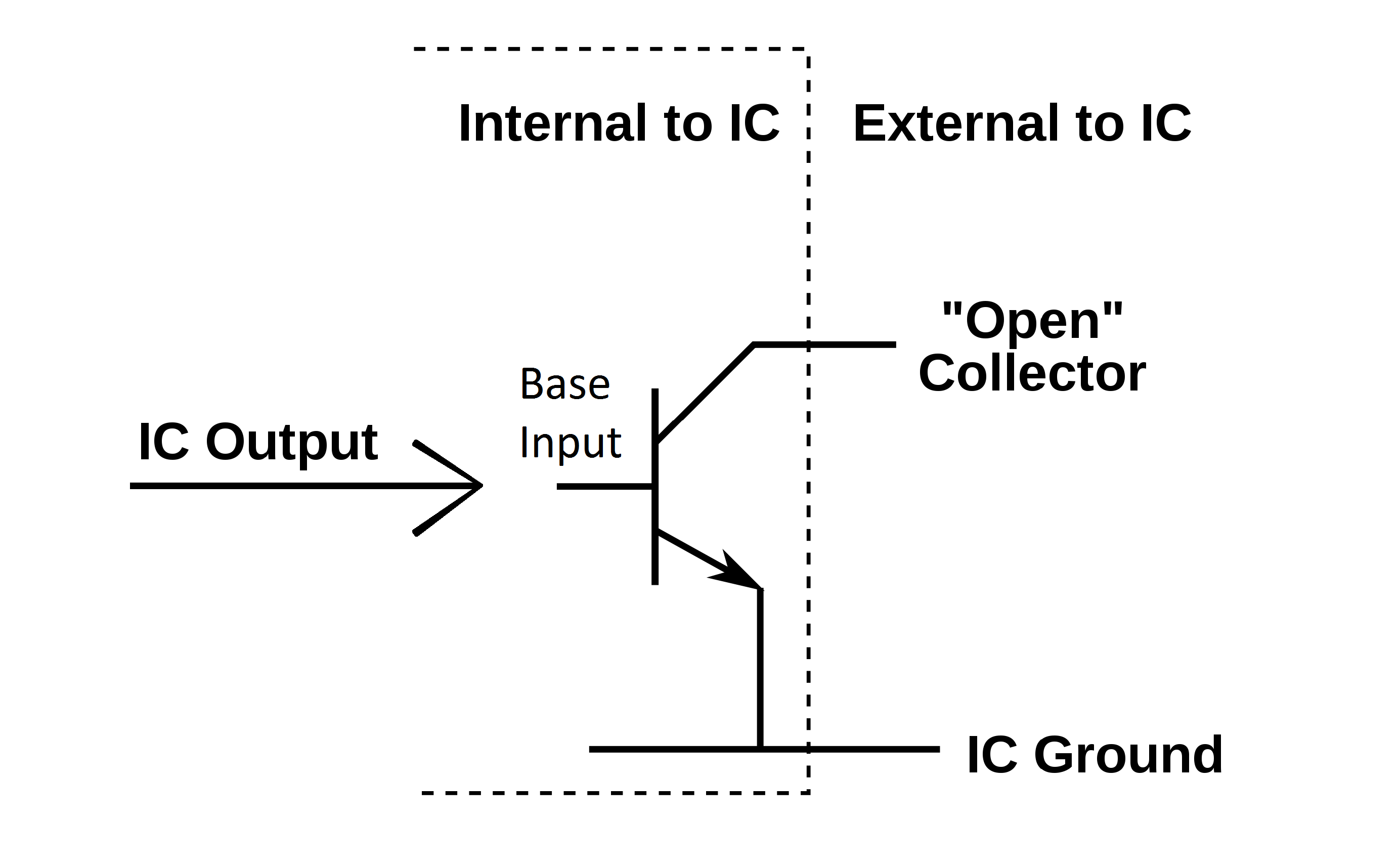
Un esquema simple d'un col·lector obert d'un circuit integrat (IC) amb un transistor NPN BJT.

Un col·lector obert és un tipus de sortida comú que es troba a molts circuits integrats (IC), que es comporta com un interruptor que està connectat a terra o desconnectat. En lloc d'emetre un senyal d'una tensió o corrent específics, el senyal de sortida s'aplica a la base d'un transistor NPN intern el col·lector del qual està exterioritzat (obert) en un pin de l'IC. L'emissor del transistor NPN està connectat internament al pin de terra. Si el dispositiu de sortida és un MOSFET, la sortida s'anomena drenatge obert i funciona de manera similar. :488ff Per exemple, el bus I²C i el bus 1-Wire es basen en aquest concepte.
A la imatge, la base del transistor està etiquetada com a "sortida IC". Aquest és un senyal de la lògica interna de l'IC al transistor. Aquest senyal controla la commutació del transistor. La sortida externa és el col·lector de transistors; el transistor forma una interfície entre la lògica interna del CI i les parts externes al CI.

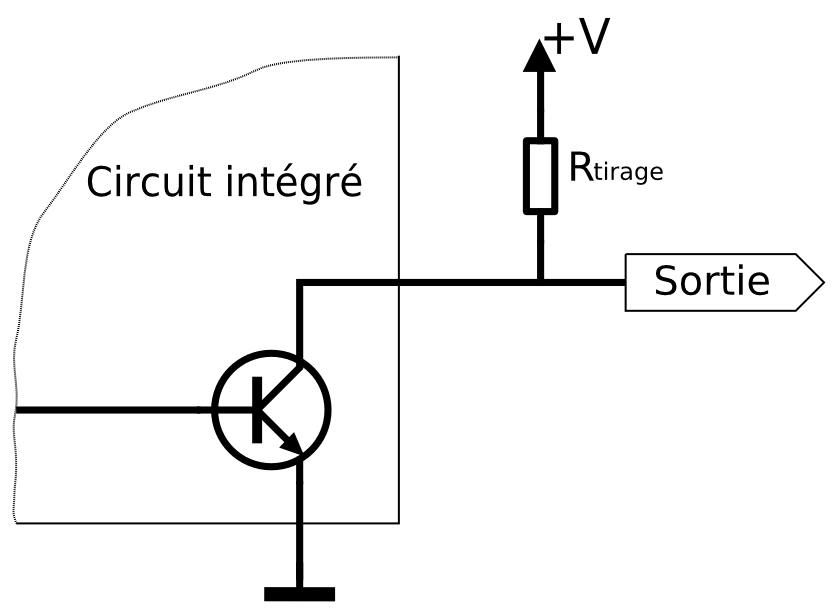
Exemple de sortida col·lector obert amb resistència de pull-up.

La sortida forma un circuit obert (també escrit "hi-Z" per a alta impedància) o una connexió a terra. La sortida sol constar d'una resistència de pull-up externa, que augmenta la tensió de sortida quan el transistor està apagat. Quan el transistor connectat a aquesta resistència està encès, la sortida es força a gairebé 0 volts. Les sortides de col·lector obert poden ser útils per a la ponderació analògica, la suma, la limitació, etc., però aquestes aplicacions no es discuteixen aquí.
Un dispositiu lògic de tres estats és a diferència d'un dispositiu de col·lector obert, perquè consta de transistors per generar i enfonsar el corrent en ambdós estats lògics, així com un control per apagar els dos transistors i aïllar la sortida.
En lligar la sortida de diversos col·lectors oberts, la línia comuna es converteix en una porta "i cablejat" (lògica positiva-vertadera) o "o cablejat" (lògica negativa-vertadera). Un "AND cablejat" es comporta com l'AND booleà de les dues (o més) portes, ja que serà 1 lògic sempre que (totes) estiguin en l'estat d'alta impedància, i 0 en cas contrari. Un "OR cablejat" es comporta com el OR booleà per a la lògica veritable negativa, on la sortida és BAIXA si alguna de les seves entrades és baixa. Aquesta característica es pot utilitzar per construir DAC.